# 顆粒歧鬚鮠
顆粒歧鬚鮠，為輻鰭魚綱鯰形目倒立鯰科的其中一種，為熱帶淡水魚，分布於非洲坦干伊喀湖流域，體長可達27公分，棲息在底中層水域，生活習性不明。